# Region Przemysłowy Chūkyō

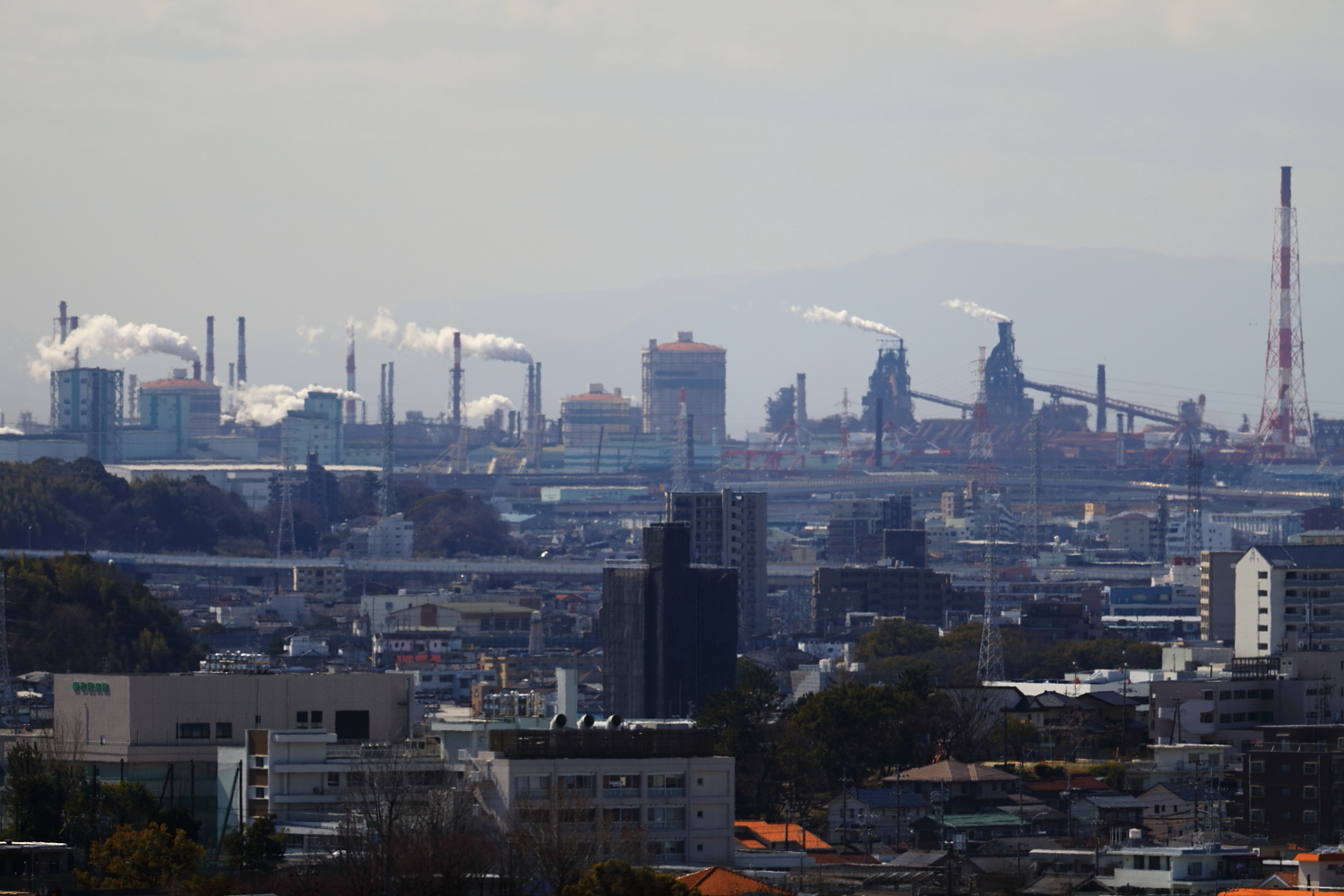
Huty w Nagoi (2019)

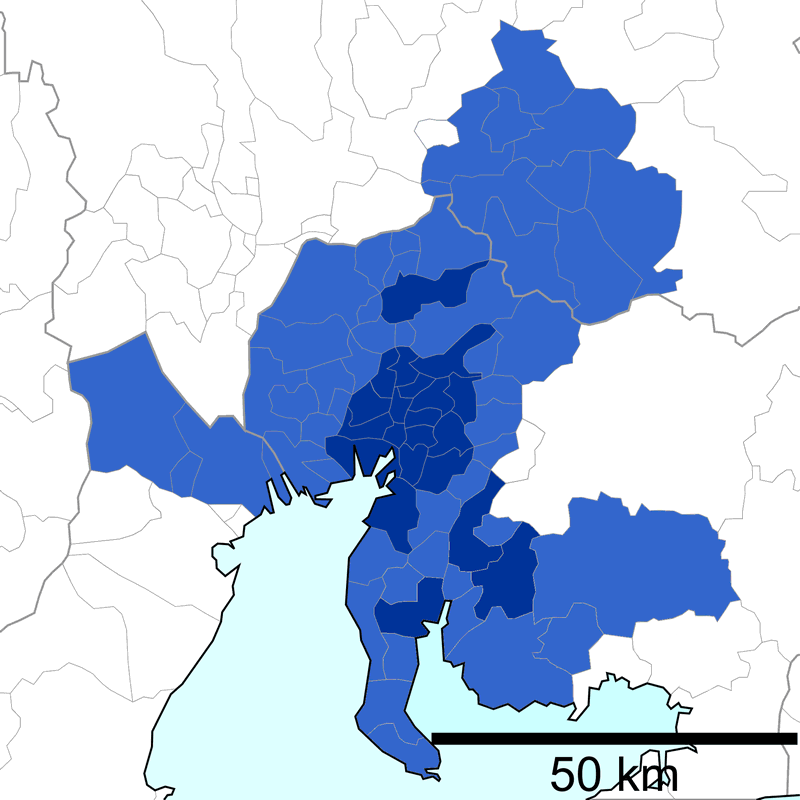
Nagoja, miejski obszar zatrudnienia (2015)

Region Przemysłowy Chūkyō (jap. 中京工業地帯 Chūkyō Kōgyō Chitai) – obszar metropolitalny i okręg przemysłowy w Japonii, w centralnej części głównej wyspy Honsiu (Honshū), w regionie Chūbu.

## Opis
Jest to aglomeracja przemysłowa, skupiona wokół miasta Nagoja, obejmująca cztery prefektury: Aichi, Gifu, Mie i Shizuoka. Jest to jeden z trzech głównych obszarów przemysłowych w Japonii. Dwa pozostałe to: Keihin (skoncentrowany na Tokio) i Hanshin (skoncentrowany na Osace). Wszystkie stanowią część Pasa Taiheiyō (Taiheiyō-beruto dosł. „Pas Pacyficzny”), biegnącego wzdłuż nizin nadmorskich wyspy Honsiu. 
Podobnie jak w przypadku regionów Keihin i Hanshin, lokalizacja obszaru przemysłowego Chūkyō na nadmorskiej nizinie wokół zatoki Ise umożliwiła utworzenie międzynarodowego portu łączącego go ze światem. Natomiast przeprowadzenie linii kolejowych w tym ekspresów Shinkansen oraz autostrad łączących Nagoję z Tokio i Osaką doprowadziło do dogodnej wymiany towarowej i handlowej z regionami: Kantō i Kansai. W 2005 roku oddano do użytku Międzynarodowy Port Lotniczy Chūbu (Chubu Centrair International Airport, Nagoya) położony na sztucznej wyspie koło Tokoname, 33 km od Nagoi.
Regionalne cechy Chūkyō różnią się znacznie pomiędzy obszarami śródlądowymi i przybrzeżnymi. Większość przemysłu śródlądowego to m.in.: tekstylia, ceramika, przetwórstwo spożywcze, wyroby z drewna. Wywodzą się one z nowoczesnych przemysłów wiejskich i zamkowych, wspieranych w przeszłości przez japońskie klany. Na przykład poprzednik Toyota Motor Corporation, Toyota Industries Corporation, produkowała krosna dla przemysłu tekstylnego, a Yamaha ewoluowała od wyrobów stolarskich do instrumentów muzycznych (fortepiany, syntezatory, gitary), artykułów sportowych, motocykli i łodzi. W związku z tym lokalizacje tych branż są w większości rozproszone w głębi lądu, tworząc charakterystyczne lokalne miasta przemysłowe w każdym rejonie.
Nowością było tworzenie nadmorskiej strefy przemysłowej. Hutnictwo, przemysł chemiczny i elektrownie, fundamenty nowoczesnego przemysłu, wymagają gruntów na dużą skalę. W Japonii, płaskie tereny są ograniczone, niezbędna jest duża ilość wody przemysłowej, środki transportu oraz urządzenia portowe do przeładunku surowców i towarów. Takie warunki spełnia wybrzeże zatoki Ise co spowodowało rozwój portów Nagoja i Yokkaichi. 
Centrum przemysłu samochodowego, petrochemicznego, elektronicznego, włókienniczego i ceramicznego. Głównymi ośrodkami są: Nagoja, Gifu, Yokkaichi, Toyota i Suzuka.

## Historia
W okresie Edo (1603–1867), w regionie tym wytwarzano: tekstylia, ceramikę, wyroby z drewna. Po otwarciu portów Yokkaichi i Nagoja w drugiej połowie okresu Meiji, rozwinął się przemysł chemiczny i maszynowy.  
Po wojnie rosyjsko-japońskiej (1904–1905) rozpoczęto produkcję materiałów wełnianych. W przeciwieństwie do regionu przemysłowego Keihanshin, który rozwijał się na skutek inwestycji rządowych w przemysł ciężki, region Chūkyō kształtował się spontanicznie, głównie dzięki inwestycjom lokalnych przedsiębiorców w produkcję towarów konsumpcyjnych. 
W czasie II wojny światowej otworzono w Chūkyō fabryki przemysłu ciężkiego i lotniczego o największej produkcji w kraju. Dlatego pod koniec wojny region został zbombardowany. W latach 50. i 60. XX w. (plan Ikedy) nastąpił dynamiczny rozwój przemysłów lekkiego, ciężkiego, a zwłaszcza samochodowego i motocyklowego (Honda, Yamaha, Toyota).

## Galeria

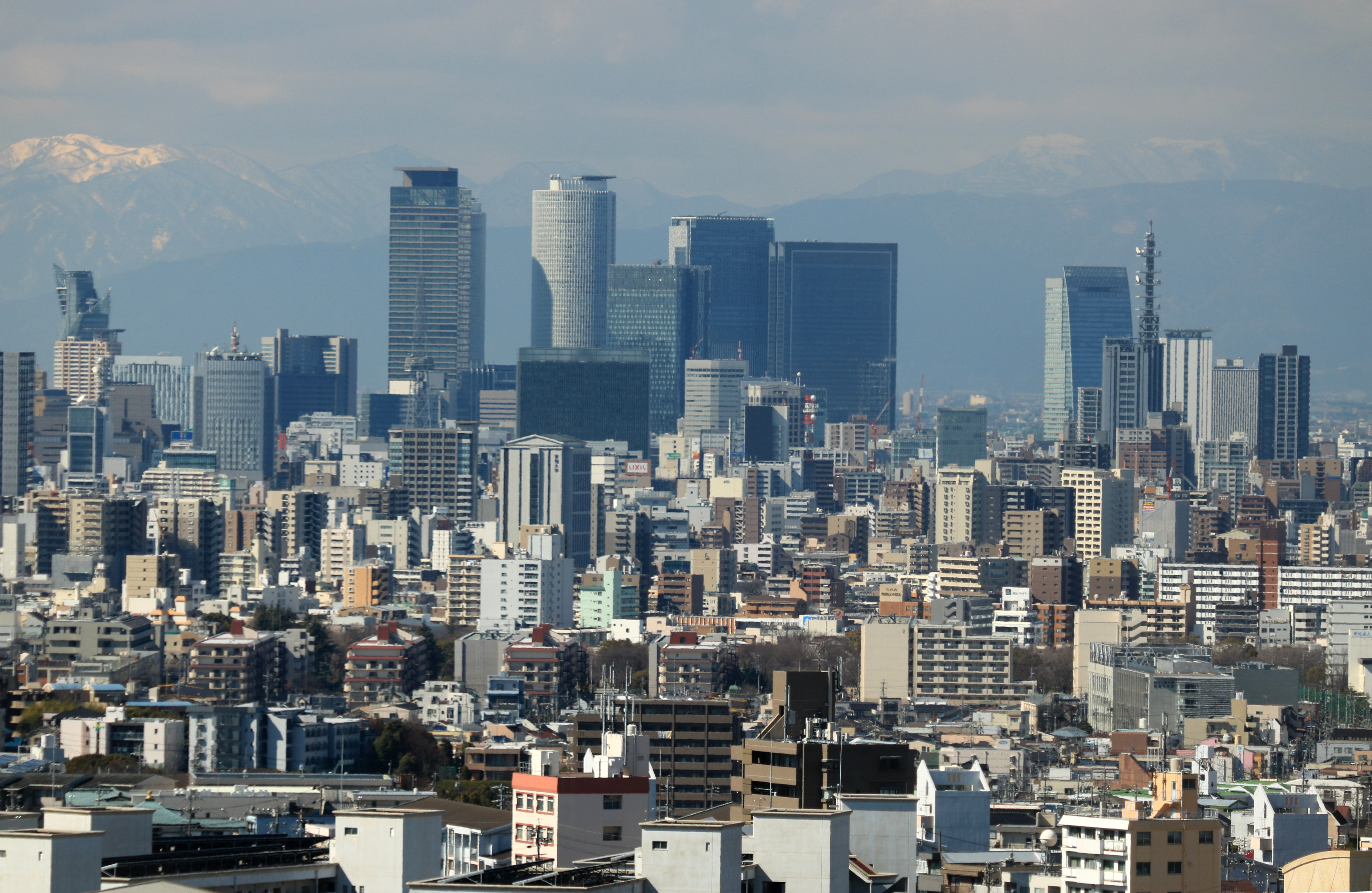
Panorama miasta Nagoja
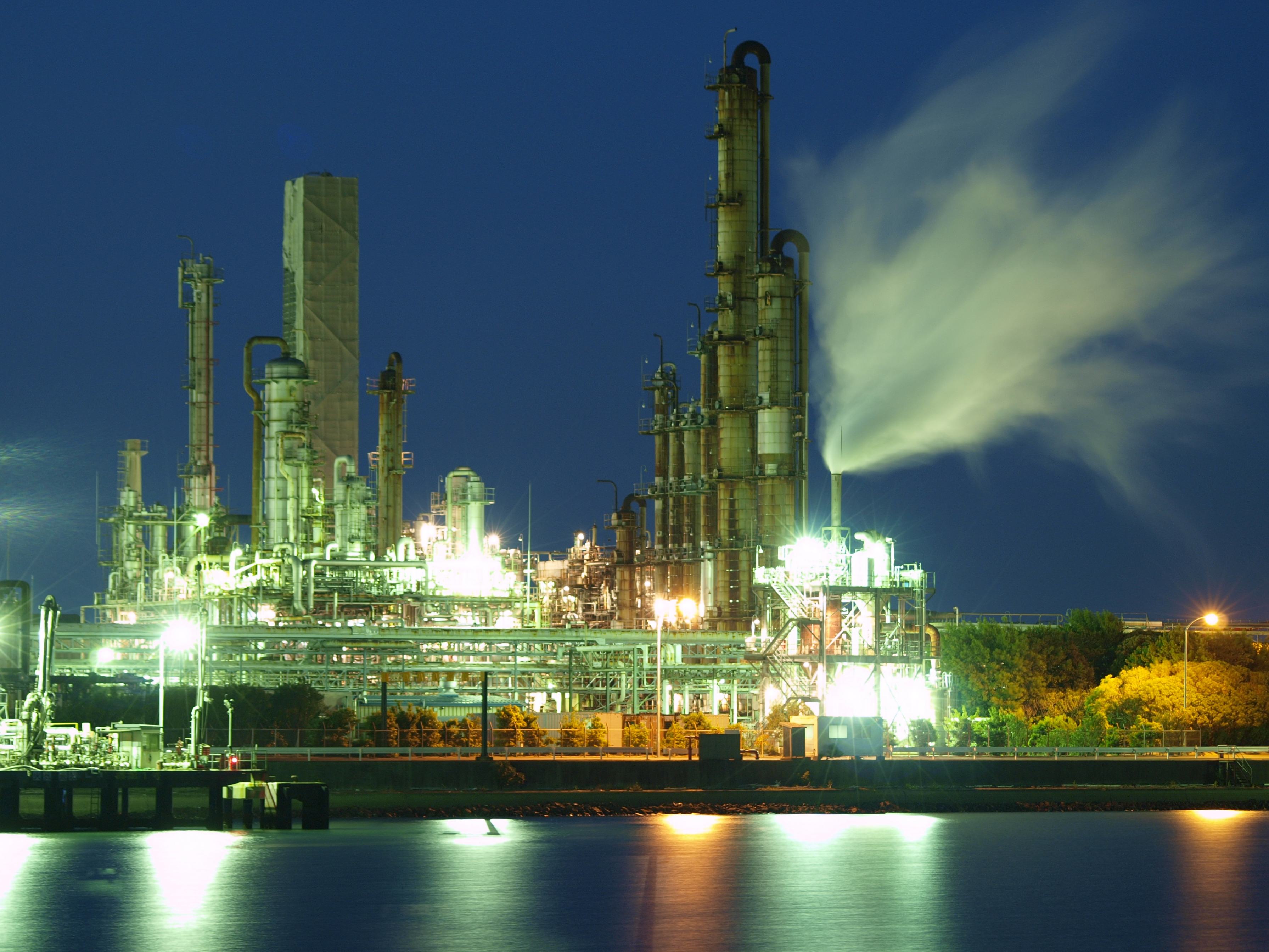
Instalacje przemysłowe w porcie Yokkaichi
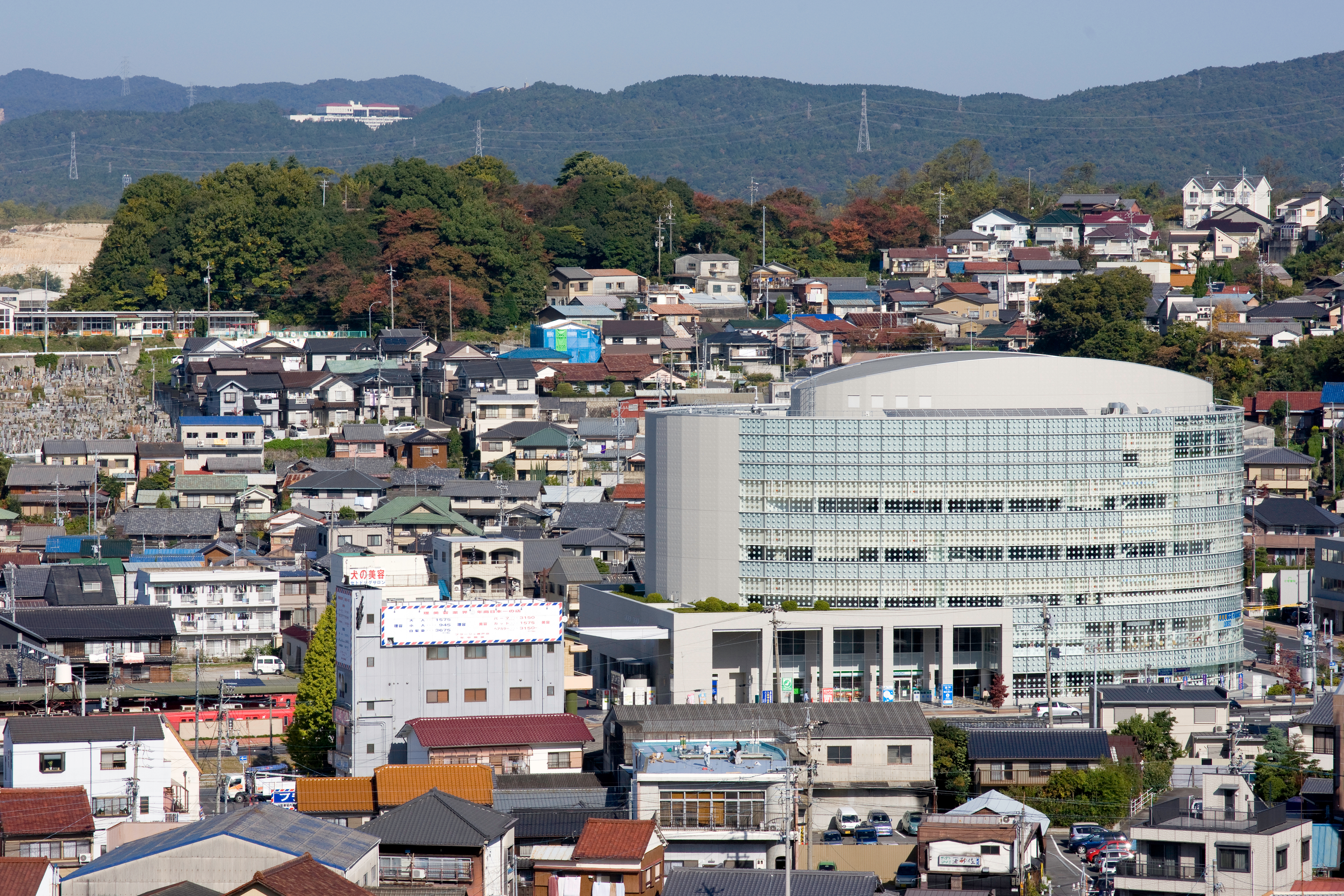
Miasto Seto, Seto City International Center, prefektura Aichi
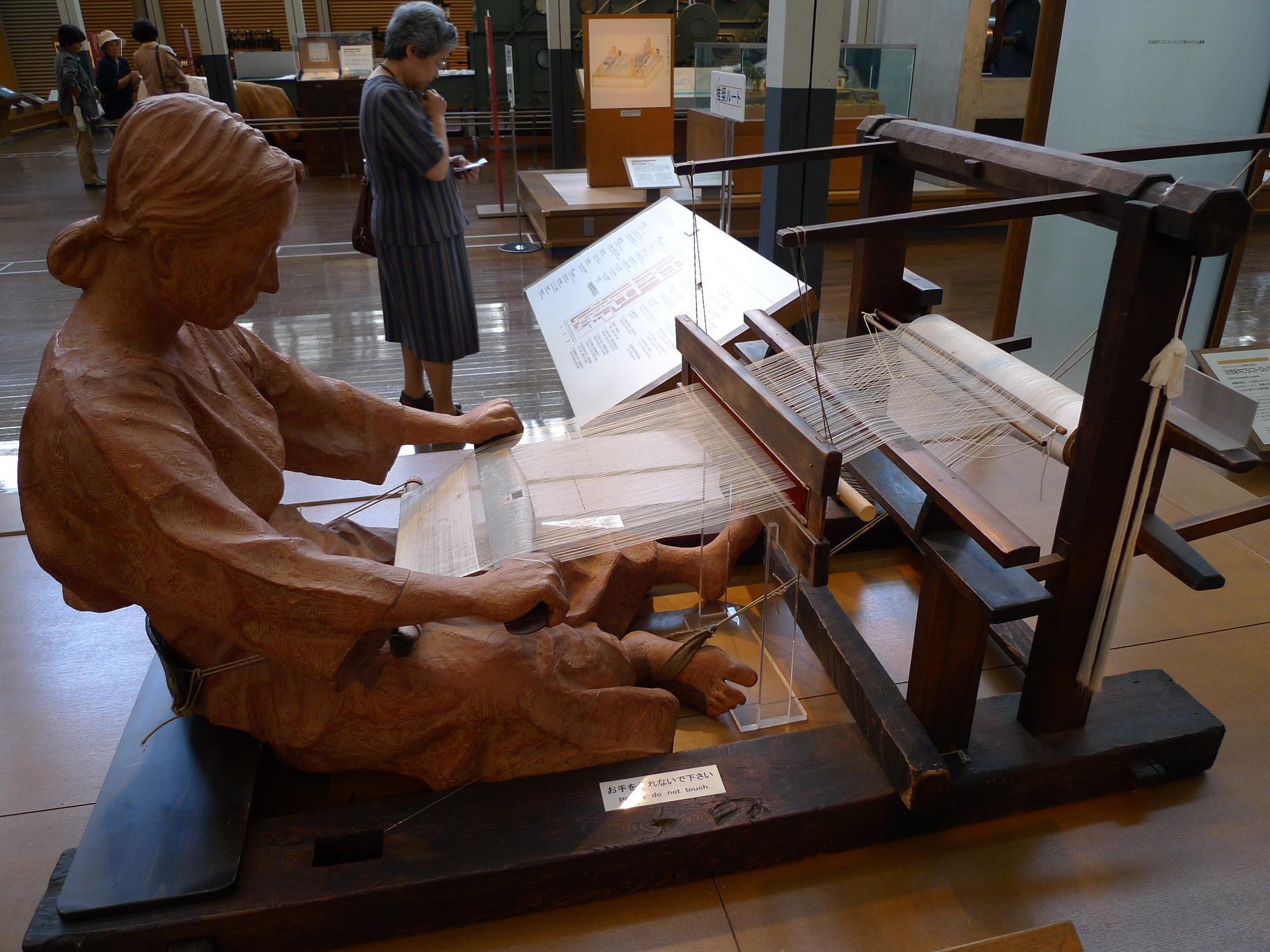
Japoński warsztat tkacki, Toyota Commemorative Museum of Industry and Technology, Nagoja
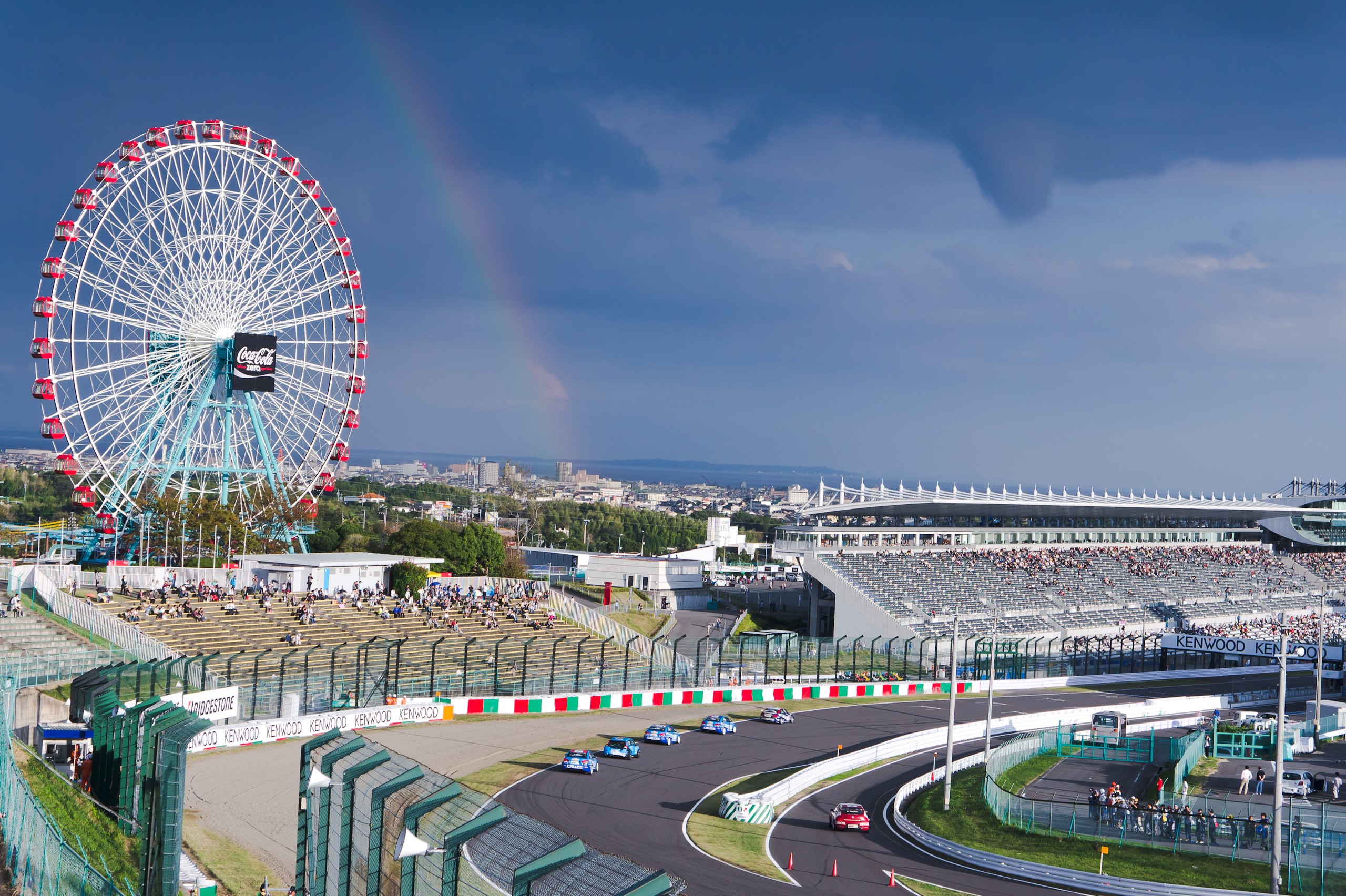
Tor wyścigowy Suzuka (2011)